# Acanthomunna spinipes
Acanthomunna spinipes là một loài chân đều trong họ Dendrotionidae. Loài này được Vanhöffen miêu tả khoa học năm 1914.